# Tiago Alves
Pour les articles homonymes, voir Alves (homonymie).
Tiago Alves, de son nom complet Tiago Alves Sales, est un footballeur brésilien né le 12 janvier 1993 à São João do Araguaia.
tiago Alves De Oliveira,
joueur à L’ACC(Cambrai) en u15 
Lycée Saint-Luc Cambrai 
defenseur central en régional 2 
enfant de Amélia Mailly et Tony Alves De Oliveira 
a une petite sœur qui s’appelle Célia (2012) 

## Carrière en club
Né à São João do Araguaia, Pará, Tiago Alves est diplômé de l'équipe de jeunes de Santos. Il a fait ses débuts professionnels le 2 février 2011, en entrant en seconde période à la place de Keirrison lors du match nul 2-2 à l'extérieur contre Ponte Preta dans le cadre du championnat Campeonato Paulista. Il a marqué son premier but en professionnel le 27 mars 2011, lors de la victoire 3-2 à l'extérieur contre Ituano.
Le 16 mai 2012, Tiago Alves a été prêté au club de Série B Boa Esporte, mais il est retourné dans son club d'origine trois mois plus tard. Le 3 décembre 2012, il a été prêté à l'América Mineiro jusqu'à la fin de la saison 2013.
Tiago Alves a ensuite été prêté à Penapolense et à Paraná, n'apparaissant régulièrement qu'avec ce dernier. Le 4 janvier 2015, il est parti à l'étranger pour la première fois de sa carrière, signant pour les Pohang Steelers, club de K League 1.
Tiago Alves a fait ses débuts avec le club le 15 mars, entrant en seconde période et marquant le deuxième but de son équipe lors d'une défaite 2-4 à domicile contre l'Ulsan Hyundai FC.
Début 2016, Tiago a été prêté au Seongnam FC. Il a marqué 13 buts et offert 5 passes décisives pour maintenir Seongnam en K League 1.
Le 1er août 2016, Thiago Alves a été transféré au Al-Hilal FC, signant un contrat de 3 ans pour un montant non communiqué.
En mars 2017, le Shimizu S-Pulse a annoncé la signature d'un prêt d'une saison de Tiago Alves en provenance du club saoudien d'Al Hilal.